# Хуторянка, або співана хвала молодої перед весільними гостьми
Хуторянка, або співана хвала молодої перед весільними гостьми. — драматичний твір Панька Куліша вперше надрукованай у 1877 році.

## Історія написання
Текст твору Пантелеймон Куліш закінчив десь наприкінці 1875 р., про що свідчить його лист до О. Г. Барвінського від 23 грудня 1875 року:
|  | Посилаю другу п'єсу: «Хуторянка, або Співана хвала молодої перед весільними гостьми. Антична народна дивовижа. Зложив яко лібретто П. А. Куліш" Коли схочуть надрукувати сі п'єси у буковинському альманасі, дак нехай не перекладають українською мовою того, що попечатано мовою московською, Хоч воно посилається Вам і друковане, та ще нехутко появиться дома у світ |

Видавці «Руської хати» у примітці до першодруку зазначили:
|  | По волі автора печатаемо сей утвір без всяких змін |

В. М. Івашків у своїх примітках до «Хуторянки» зазначає, що драма написана „під явним впливом перекладу П. Кулішем Біблії, особливо «Пісні пісень»“.

## Композиція
Драма складається з шести розділів, які іменуються днями: «Перший день стародавнього весільного празника», «Другий день стародавнього весільного празника» і так далі.

## Історія публікацій
Вперше надруковано у виданні: Руська хата. Буковинський альманах на рік 1877. Видав Данило Млака.— Львів — Чернівці, 1877.— на сторінках 25—46.
Дещо пізніше у книзі «Хуторская философия и удаленная от света поэзия» (Спб., 1879.— С. 275—305) Куліш передрукував «Хуторянку» без будь-яких змін.
Надрукована у 2 томі двохтомника 1994 року.
Автограф до наших днів так і не виявлений.